# Сражение при Брайс-Кроссроудс
Сражение при Брайс-Кроссроудс (англ. The Battle of Brice's Crossroads), иногда — сражение при Гантауне, произошло 10 июня 1864 года около Болдуина, в округе Ли, в штате Миссисипи, во время гражданской войны в США. В этом сражении отряд генерала Натана Форреста (ок. 5000 чел.) встретил федеральный отряд Самуэля Стёрджиса численностью более 8000 человек. Отряд Стёрджиса выступил из Мемфиса на поиски Форреста по распоряжению генерала Шермана, который стремился не дать Форресту возможности нападать на его коммуникации во время наступления Шермана на Атланту. Ввиду неравенства сил командование Юга было намерено отступать, но Форрест по личной инициативе решил атаковать Стёрджиса, несмотря на то, что в первой фазе боя в его распоряжении было всего около 2000 человек. Сражение завершилось разгромом федеральной армии и принесло Форресту славу лучшего кавалериста страны.

## Предыстория
В мае 1864 года Камберлендская армия генерала Шермана начала наступление на Атланту. На стороне Шермана было численное преимущество, однако его беспокоила растянутость и уязвимость его коммуникаций, а также возможные диверсии со стороны кавалерии Форреста. «Я всегда помнил об опасности со стороны Форреста, который мог бы собрать крупное кавалерийское соединение, перейти реку Теннесси и разрушить железную дорогу под Нашвиллом», вспоминал он впоследствии. В конце апреля Шерман сменил командующего в Мемфисе (Теннесси) и его командира кавалерии: федеральные силы в городе возглавил генерал Уошберн, а кавалерию возглавил Самуэль Стёрджис. Им было приказано сдерживать Форреста, пока Шерман атакует Джонстона. Уошберну Шерман писал, что крайне важно связать руки Форресту, чтобы не дать ему перейти реку Теннесси и повредить коммуникации в тылу Камберлендской армии.
После сражения при Форт-Пиллоу Форрест ушёл в Джексон и простоял там около двух недель, а 2 мая отправился с колонной военнопленных в Тьюпело. Узнав об этом, Стёрджис отправился ему на перехват с отрядом в 3400 человек. Северяне столкнулись с отрядом Макдональда, а затем явился и сам Форрест с небольшим отрядом, чтобы прикрыть отход обозов. Ночью Форрест отступил и ушёл с обозами в Тьюпело, а Стёрджис был вынужден «завершить эту маленькую кампанию» из-за проблем с продовольствием.
В Тьюпело Форрест реорганизовал свою кавалерию. Четыре артиллерийские батареи он свёл в батальон под командованием капитана Джона Мортона. Кавалерийская дивизия Чалмерса теперь состояла из бригад Маккулоха, Нили и Ракера, а дивизия Бьюфорда из бригад Белла и Лайона. Все эти силы были разбросаны по местности для облегчения их снабжения. 1 июня Форрест решил со всей своей кавалерией, численностью 2200 человек выдвинуться к Декейтеру, чтобы затем перейти реку Теннесси и атаковать тылы Шермана. Он хотел атаковать Мемфис, но генерал Стивен Ли велел ему в первую очередь повредить железную дорогу под Нашвиллом. Шерман ожидал такого манёвра и ещё 23 мая требовал от Уошберна совершить набег из Мемфиса на Коламбус. 1 июня Стёрджис со своим отрядом выступил из Мемфиса. В распоряжении Стёрджиса было 4800 пехотинцев, 3300 кавалеристов, 22 орудия и обоз из 250 вагонов. Это были опытные солдаты, вооружённые многозарядными винтовками Кольта и казнозарядными карабинами.
В рапорте Уошберн писал: «Предполагалось, что будет достаточно шести тысяч войск, но я послал восемь тысяч. Все были в полном порядке и состояли из наших лучших частей. Я лично проследил, чтобы они ни в чём не нуждались при ведении успешной кампании».
Кавалерия Стёрджиса была сведена в две бригады: первой, численностью 1500 человек при 6-ти орудиях, командовал полковник Джордж Уоринг, который уже сражался с Форрестом при Околоне. Второй, численностью 800 человек при 4-х орудиях, командовал полковник Уинслоу, участник экспедиции Шермана на Меридиан. Обе эти бригады находились под общим командованием бригадного генерала Гриерсона. Пехота была сведена в три бригады: Уилкинса (2000), Ходжа (1600) и Бутона (1200 цветных войск). Все бригады находились под общим командованием полковника Макмиллина. Все части были хорошо вооружены и снаряжены, но из-за проливных дождей продвигались так медленно, что вся экспедиция была на грани срыва.
Узнав о рейде Стёрджиса, генерал Стивен Ли отменил вторжение Форреста в Теннесси и направил его на перехват Стёрджиса в северный Миссисипи. Форрест отправился в Тьюпело, а тем временем 5 июня колонна Стёрджиса двигалась из Салема в Рипли. Форрест ещё не понял, идёт ли Стёрджис на соединение с Шерманом в Джорджию или же нацеливается на штат Миссисипи, поэтому 6 июня разбросал свои подразделения по всем возможным направлениям. Только 9 июня стало понятно, что федералы идут на Гантаун и Тьюпело. В тот день Форрест со штабом, эскортной ротой, бригадой Ракера и батареями Мортона и Райса находился в Бунвилле (18 миль от Брайс-Кр.). Стёрджис в этот день стоял в 9-ти милях от Брайс-Кроссроудс. Бригада Белла стояла в Риенци (25 миль от Брайс-Кр.), бригады Джонсона и Лайона стояли в Болдуине (5, 5 миль от Брайс-Кр.).
В тот же день Стивен Ли отправился на юг на поиски подкреплений. Он рассчитывал, что кавалерия отступит к Околоне, где соединится с дивизией Чалмерса, завлечёт Стёрджиса подальше от его базы в Мемфисе и только тогда атакует. Но Форрест не любил реализовывать чужие планы и уже придумал свой. После войны он пытался избежать обвинений в нарушении субординации и утверждал, что столкновение было неизбежно. Но полковник Келли говорил, что ещё 8 июня, за день до отъезда Ли, Форрест уже, по некоторым признакам, задумывал начать сражение 10 июня у Болдуина или Брайс-Кроссроудс.
У Форреста были свои основания. Вступая в бой у Брайс-Кроссроудс он не давал противнику добраться до продовольственных складов Околоны, и наверняка заставал врасплох Стёрджиса, который не должен был ожидать нападения в этой лесистой местности. Кроме того, он узнал, что в отряде Стёрджиса присутствуют 1200 чернокожих военнослужащих, которые дали клятву отомстить за убийства негров в форте Пиллоу. 10 июня Форрест отправил кентуккийскую бригаду Лайона численностью 800 человек на рекогносцировку к Перекрёстку, а Бьюфорду приказал идти к Перекрёстку так быстро, как позволяют дороги. Пока Лайон прощупывал положение противника, Форрест с бригадами Ракера (700 чел.) и Джонсона (500 чел.) выступил из Бунвилла. Разведка между тем показала, что ему придётся встретиться с федеральным отрядом в 8000 человек, имея в своём распоряжении только 2000 человек.
Согласно Ракеру, Форрест перед боем сказал: «Я знаю, что они сильно превосходят численно те части, что у меня под рукой, но дорога, по которой они идут, узка и грязна; они будут двигаться медленно. Местность покрыта густым лесом и подлеском, и когда мы атакуем, они не будут знать, как нас мало. Их кавалерия будет идти впереди, и выйдет к перекрёстку на три часа раньше пехоты. За это время мы её разобьём. Как только начнётся бой, они пошлют за пехотой. К тому времени будет адская жара, и их пехота, бегом пройдя пять или шесть миль, будет так измотана, что мы легко с ней справимся».

## Сражение
Утром 10 июня федеральная кавалерия начала марш в 05:30, а пехота выступила только в 07:30. Следуя на юго-восток, северяне встретили пикеты Форреста у моста через Тишоминго-Крик. Они начали теснить пикеты к Перекрёстку и ферме Брайса, и, выйдя к Перекрёстку, повернули налево, на Болдуинскую дорогу. Гриерсон разместил у перекрёстка бригаду генерала Уоринга и разослал патрули по всем трем дорогам. По болдуинской дороге шёл патруль капитана Роберта Хансона из 4-го Миссурийского кавполка. Пройдя полторы мили на восток, он наткнулся на бригаду Лайона и вступил с ней в перестрелку. Гриерсон сразу послал на помощь Хансону 9-й и 3-й Иллинойсские кавполки, 2-й Нью-Джерсийский кавполк и несколько гаубиц. Остальной бригаде Уоринга было приказано развернуться в боевую линию лицом на восток, имея перед фронтом чистое поле.
Со стороны Форреста первым вступил в бой 3-й Кентуккийский кавполк подполковника Хольта, который действовал спешенно. Затем спешился 7-й Кентуккийский (кроме двух рот, которые прикрывали фланги) и присоединился к 3-му. 8-й Кентуккийский полк остался в резерве. Люди Лайона попали под плотный обстрел, некоторое время держались, потом начали постепенно отходить.
В этом бою против Форреста сражались ветеранские части под командованием самых опытных офицеров федеральной армии. Они уже встречались с ним в Западной Теннесси и при Околоне и хорошо знали его тактику. Левый фланг федеральной позиции занимала бригада Уоринга (1450 чел.), а правый бригада Уинслоу (1750 чел.) при поддержке четырёх орудий. Два полка Лайона, отступив после первой атаки, вскоре начали вторую, и сумели оттеснить противника на 300 метров с его позиции. В это время подошла бригада Ракера, а следом подошла бригада Джонсона и встала правее. Около 13:00 подошли батареи Мортона и Райса и встали позади бригады Лайона. После батарей (в 13:30) на позицию пришла бригада Белла численностью 2800 человек, и встала на левом фланге, но сразу начала отступать.
Мэйтс пишет, что в бригаде Белла было всего два полка, а противник занимал небольшую высоту и успел усилить её поваленными деревьями. Полк Уильсона, атакуя северян, понёс большие потери, потом попал под обстрел с фланга и стал отходить и только 19-й Теннессийский кавполк (полк Ньюсома) спас его положение.
Форрест приказал 7-му Теннессийскому полку атаковать наступающих федералов в левый фланг; в полку уцелело всего 75 человек из 350-ти, и полковник Тейлор заметил, что их слишком мало, но Форрест настоял на атаке, а затем проследовал к бригаде Белла и сказал, что северяне уже разбиты, и их атакуют с тыла, и если их теперь атаковать, то с ними будет покончено. В это время 7-й Теннессийский дал залп по северянам с тыла, и они приостановил наступление, и тогда бригада Белла бросилась вперёд. Федеральная кавалерия уже три часа удерживала позицию, и на этот раз дрогнула.
Федеральная кавалерия стала отступать, а её места заняла иллинойсская пехота, которая как раз вышла на поле боя. Но она была измотана маршем: командир 113-го Иллинойсского пехотного полка потом говорил, что треть его людей едва держалась на ногах, а некоторые получили солнечный удар. Пехота продержалась на позиции около получаса. Теперь у Форреста было на поле боя 4 800 человек и ему нужна была последняя решительная атака. Он поручил Бьюфорду правый фланг, а Беллу левый, а капитану Мортону приказал зарядить орудия двойной картечью, подкатить их к протикнику как можно ближе и открыть огонь. Мортон потом вспоминал, что это был первый случай в истории, когда артиллерии было приказано атаковать без пехотного прикрытия.
Когда началась эта последняя атака, 2-й Теннессийский полк полковника Барто (150 чел.), ещё утром посланный Форрестом для атаки тыла и обозов северян, вышел к своей цели. Барто развернул полк в длинную линию и приказал горнисту время от времени подавать различные сигналы, изображая скопление крупных сил кавалерии. Этот манёвр в резервной федеральной бригаде, цветной бригаде, и в кавалерии Гриерсона. Вся федеральная армия начала беспорядочный отход к мосту через Тошиминго.

### Бой с цветными подразделениями
Федеральная армия начала отходить с позиции около 16:00. Южанин Уильям Уизерспун вспоминал, что бой шёл уже 7 часов и все участники были сильно измотаны, но вдруг раздался крик «Вот эти чёртовы негры!» и южане бросились вперёд с удвоенными силами. Кавалеристы Форреста встретили бригаду полковника Эдварда Бутона: 55-й и 59-й цветные полки, которые во время боя охраняли обоз Стёрджиса. Уизерспун утверждал, что негры сразу бросили ружья и побежали, как дикие олени. Другие свидетели утверждали, что цветные части всё же вели огонь и даже кричали «Помни форт Пиллоу!», но «во многих случаях» прекращали кричать эти слова, прекращали огонь и убегали в лес. Согласно одной из биографий Форреста, написанных при его жизни, 7-й Теннессийский полк потерял 30 рядовых и офицеров в перестрелке с цветными частями.
Полковник Бутон вспоминал, что сначала отправил вперёд две роты, потом ещё семь рот, и они позволили бегущим пройти сквозь свои ряды, а затем открыли огонь по противнику, пока не получили приказ отойти на новую позицию, и отступили, сохраняя порядок. Таким образом они отходили примерно 800 метров, занимая позицию у каждого рва, горки или полоски леса, пока не отошли на высоту на краю леса, где отразили атаку южан, и сами атаковали их, отбросив почти на 400 метров. Но при этой атаке фланги позиции Бутона оказались под ударом и его линия рассыпалась, и сам он попал в плен, но сумел скрыться в темноте. Бутон утверждал, что многие чернокожие, сломав ружья в рукопашном бою, умирали у его ног без единой мысли о том, чтобы поднять руки и сдаться. Бутон сбежал из плена в 21:00 и смог пробраться к основной армии к 23:00.
Федеральный полковник Уильям Макмиллен сообщил в рапорте, что полки Бутона сражались храбро, остановили преследование, и этим боем сражение закончилось.

## Последствия
Когда сражение прекратилось и федеральная армия в беспорядке стала отходить к мосту через Тошиминго, Форрест вызвал ту четверть своего отряда, которая во время боя держала коней и отправил их преследовать противника, а остальным дал отдохнуть до часа ночи. Когда кавалерия немного пришла в себя, они с Бьюфордом начали преследование. У захваченного обоза Форрест разрешил кавалеристам добыть себе немного еды, а потом продолжил погоню.
Примерно в 23:00 цветные части Бутона нагнали основную отступающую армию в нескольких милях от Брайс-Кроссроудс, у речки Хэтчи-Крик, где на дороге застряли последние уцелевшие повозки. Бутон просил Стёрджиса не бросать повозок, а выдать его частям патроны и дать им сдержать противника, пока остальные спасают повозки, но Стёрджис сказал: «Вы сделали всё, что могли и больше, чем от вас ожидалось, а теперь спасайтесь сами». На рубеже Хэтчи-Крик северяне пытались оказать сопротивление, но Форрест отправил в обход два полка бригады Белла и после небольшой перестрелки северяне покинули позицию. Позже они заняли позицию у городка Рипли, но Форрест с полком Уильсона прибыл туда в 08:00, атаковал северян, и они бежали, потеряв 30 человек убитыми, 60 ранеными, в их числе подполковника 120-го Иллинойсского полка. После этого подошли бригады Ракера и Лайона и продолжили преследование в сторону Салема, а Форрест с бригадой Белла пошёл по другой дороге.
Армия продолжила отступление, а кавалерия Форреста шла за ними, подбирая отставших. Очевидцы вспоминали, что в какой-то момент Форресту сказали, что впереди вся армия Стёрджиса, а передовой отряд насчитывает только 10 человек. «Этого достаточно, — ответил Форрест, — десять годных мужчин могут разделаться с тысячей в том состоянии, в каком мы их сейчас видим». Южане преследовали противника примерно 50 миль, и в итоге многие федеральные военнослужащие разбивались на мелкие группы и уходили врассыпную, чтобы избежать организованного преследования. Форрест велел Бьюфорду преследовать северян до Ла-Гранжа, а потом повернуть назад и собрать всех, кого встретит.

### Потери
По статистике Джека Хёрста, федеральная армия потеряла 2165 человек, из них 512 цветных военнослужащих. Сам Стёрджис указал в рапорте, что было потеряно 2240 человек, но из полковых и бригадных рапортов следует, что потеряно было 2612 человек. По современной статистике Паркера Хиллса федеральная армия потеряла 223 человека убитыми, 394 ранеными и 1623 пленными — всего 2240 человек.
Кроме этого, в руки южан попали, согласно Хёрсту 18 орудий, 5000 ружей и пистолетов, 500 000 патронов и 250 повозок. Согласно Хиллсу, это было 16 орудий, 1500 ружей, 300 000 патронов, 176 повозок и 16 санитарных повозок, 23 лошади и 161 мул. Согласно Мэйтсу, северяне потеряли 17 орудий, 3000 ружей, 300 000 патронов.
Южане потеряли, согласно Хёрсту, 492 человека. По Хиллсу, южане потеряли 96 человек убитыми, 396 ранеными, всего 492 человека. Мэйтс тоже пишет про 492 человека, ссылаясь на рапорт главного медика армии Форреста, доктора Кована.

### Переписка Форреста с Уошберном
Через три дня после сражения Форрест отправил письмо федеральному командующему в Мемфисе, генералу Уошберну. Он сказал, что по его данным, цветные военные в Мемфисе давали клятву не брать в плен южан и мстить за Форт Пиллоу, а представители армии Стёрджиса во время марша публично заявляли, что не будут брать пленных, и во время боя 10 июня многие чернокожие, по показаниям пленных, были уверены, что южане их убьют. По этой причине, писал Форрест, сражение при Брайс-Кроссроудс стало более кровопролитным, чем могло бы быть. Обе стороны не были уверены в своей безопасности в случае плена и не сдавались даже в безнадёжной ситуации. Форрест запрашивал Уошберна, намерены ли северяне брать южан в плен или же собираются убивать их без пощады. Уошберн ответил, что рад тому, что потери в цветных частях при Брайс-Кроссроудс объясняются их стойкостью, а не целенаправленными убийствами южан; он так же сказал Форресту, что его расчёты запугать негров убийствами в форте Пиллоу провалились и теперь те сражаются с ещё большим ожесточением. В ответном письме Форрест ответил, что обвинения в убийствах в форте лишены оснований, а вопрос об обращении с пленными должен решаться правительствами воюющих государств, а не офицерами на поле боя.

### Оценки
После сражения Форрест сказал Мортону, что именно его артиллерия выиграла этот бой. «Иногда вы выдвигали нас слишком близко к ним, генерал», ответил Мортон. «Да, артиллерию могли захватить, — согласился Форрест, — и мне было интересно посмотреть, как у них это получится».
Сражение при Брайс-Кроссроудс стало самым впечатляющим достижением Форреста за годы войны и пиком его славы. Губернатор Джорджии Джозеф Браун и конгрессмен Хоуэлл Кобб, сам генерал Джонстон и генерал Уилер просили Ричмонд перевести кавалерию Форреста в Джорджию для нападения на коммуникации Шермана. Но президент Дэвис отказал, опасаясь, что без Форреста северяне быстро захватят весь Миссисипи. На его решение повлияла и его личная оценка Форреста: после войны Дэвис признавался, что его победы, и даже Брайс-Кроссроудс, не были должным образом оценены в Ричмонде, где в Форресте видели только талантливого партизана. Никто в правительстве Конфедерации не изучил обстоятельства сражения, и было решено, что это просто ещё один удачный рейд. Дэвис находился под влиянием Брэгга, а тот полагал, что Форресту не хватает школы и умения подчиняться приказам.
В то же время Форреста всерьёз ценили его противники, особенно генерал Шерман, который видел в нём единственную реальную угрозу своей армии при наступлении на Атланту. После Брайс-Кроссроудс Шерман написал военному секретарю, что Форрест «настоящий дьявол», и что он собирался выделить силы, чтобы уничтожить Форреста, даже если придётся положить на это 10 000 жизней и разорить федеральную казну. Он писал, что пока Форрест жив, в Теннесси не будет мира. 12 июля Шерман написал генералу Гранту, что Стёрджис был, к несчастью, разбит, но всё же Форрест остался в Миссисипи, и соединение генерала Смита уже направлено, чтобы разделаться с ним. Эти меры Шермана привели к сражению при Тьюпело 14 июля.

### Музеефикация
В наше время поле боя при Брайс-Кроссроудс является главной исторической достопримечательностью в окрестностях городка Болдуина. В 1929 году это место официально получило статус National Battlefield Site. На территории в один акр были установлены информационные щиты и монументы. В 1994 году была создана комиссия Brice’s Crossroads National Battlefield Commission, Inc., которая стала заниматься спасением дополнительных участков поля боя. При содействии штата, федеральных и местных властей более 1400 акров было приобретено и музеефицировано. Усилиями общественных организаций Болдуина и Тьюпело на территории исторического объекта проводятся исторические фестивали и реконструкции.